# Prosthechea aemula
Espèce
Prosthechea aemula est une espèce de plante épiphyte de la famille des Orchidaceae appartenant au genre Prosthechea.
Avant 1961, cette plante était répertoriée sous le nom d'Epidendrum aemulum.